# António Frasco
António Manuel Frasco Vieira (ur. 16 stycznia 1955 w Leça da Palmeira) – portugalski piłkarz grający na pozycji pomocnika. Uczestnik Euro 84 we Francji.

## Kariera
Karierę rozpoczął w Leixões S.C. W pierwszej drużynie występował w latach 1973–1977. W 1978 roku przeniósł się do FC Porto. W barwach Dragões zagrał w 236 meczach, w których zdobył 14 bramek. To właśnie podczas gry w Porto, António Frasco wyjechał na Euro 84.

## Sukcesy
- Mistrzostwo Portugalii (4): 1978, 1985, 1986, 1988
- Puchar Portugalii (2): 1984, 1988
- Superpuchar Portugalii (3): 1983, 1984, 1986
- Puchar Europy (1): 1987
- Superpuchar Europy (1): 1987